# 巴斯镇区 (俄亥俄州艾伦县)
巴斯镇区是美国俄亥俄州艾伦县的一个镇区，2010年美国人口普查时有9725人居住在该镇区利马市外的非建制社区。
俄亥俄州其他的巴斯镇区分别位于格林县和萨米特县。

## 地理
巴斯镇区位于艾伦县中部，与以下镇区接壤：
- 门罗镇区 - 北
- 里奇兰镇区 - 东北角
- 杰克逊镇区 - 东
- 奥格莱塞镇区 - 东南角
- 佩里镇区 - 南
- 肖尼镇区 - 西南角
- 美利坚镇区 - 西
- 休格克里克镇区 - 西北

艾伦县县治利马市的一部分位于巴斯镇区的西南。

## 历史
巴斯镇区是现在艾伦县境内的第一个永久定居点，克里斯托弗· 伍德一家在1824年定居于此，成为巴斯镇区的第一个定居者。

## 政府
| 调查年      | 人口  | 备注 | %±    |
| ----------- | ----- | ---- | ----- |
| 1880        | 1,532 |      | —     |
| 1890        | 1,448 |      | −5.5% |
| 2000        | 9,819 |      | —     |
| 2010        | 9,725 |      | −1.0% |
| [ 6 ] [ 7 ] |       |      |       |

镇区有3人组成的理事会管理。理事会理事选举在奇数年11月举行，并在来年1月1日开始四年任期。两名理事的选举在总统选举后一年举行，另一名的选举在总统选举前一年举行。镇区财务官亦由选举产生，与一名镇区理事选举同时举行，不过在来年4月1日才开始四年任期。若财务官或理事职位有空缺，将由剩余理事填补。

### 学校
巴斯镇区有一个自己的学区，巴斯本地学区。学区设有一所小学，一所初中和一所高中。